# Likbjörn

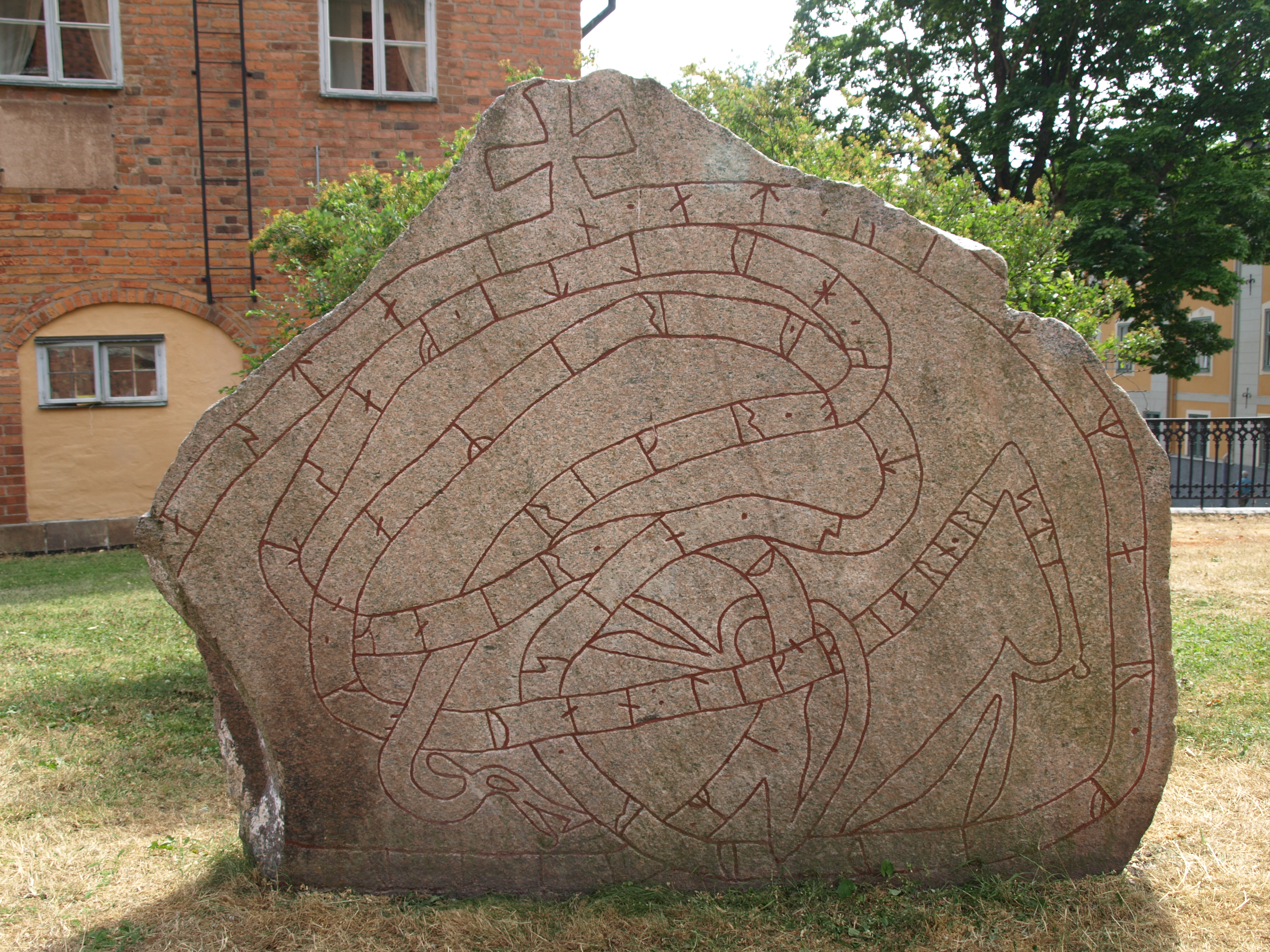
Runsten U Fv1976;104 utanför Uppsala domkyrka, som Likbjörn signerat.

Likbjörn var en runristare som var verksam i Sverige kring 1000-talet.
Likbjörn har efterlämnat flera arbeten i Uppland. Endast tre är signerade, men genom stil, ornamentik och ortografi har man kunnat fastställa honom som upphovsman till ett flertal runstenar. Runristaren Likbjörn, "som inte har varit någon framstående ristare", har också signerat U 1095 vid Rörby i Bälinge socken. Enligt Samnordisk runtextdatabas och litteraturen har även den förlorade runstenen U 1074 † vid Bälinge kyrka burit Likbjörns signatur.
Namnet likbiarn är unikt och användes bara för denna ristaren. Förleden Lik- (Lík-) eller, i kombination med andra efterleden Likn- (Líkn- som i Líknhvatr, Líknví) kan betyda ’kristlig godhet’, ’barmhärtighet’, ’nåd’. En annan läsning kan vara Lik- (Læik-) eller, i kombination med andra efterleden Likn- (Læikn- som i Læiknarr) ’upplagd för lek’, ’lek’, ’vapenlek’, ’kamp’ (eller möjligen en kontamination av både Líkn- och Læik-).

## Signerade ristningar

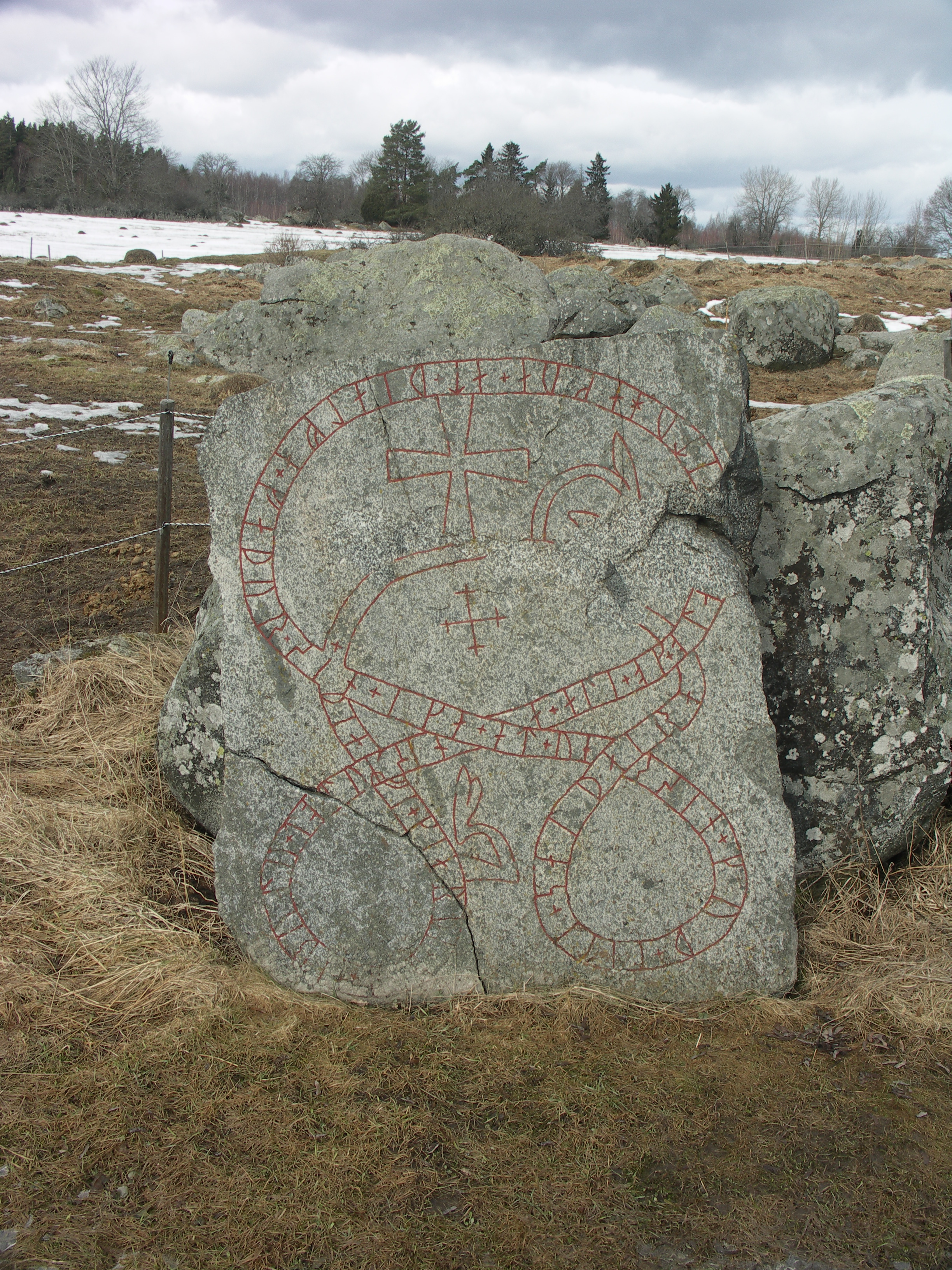
Runsten U 867 vid Gryta kyrka

- U Fv1976;104 utanför Uppsala domkyrka, signerad  Líkbjǫrn risti. [5]
- U 1074 † vid Bälinge kyrka, signerad Líkbjǫrn hjó merki.
- U 1095 vid Rörby i Bälinge socken, signerad Líkbjǫrn hjó.[6]

## Attribuerade ristningar
U 1074 † var prydd med tre enkla korsade kors. Liknade kors fanns också på 
- U 867
- U 905
- U 921
- U 1047
- U 1076
- U 1081
- U 1105

Men attribuering till Likbjörn av dessa är mycket osäker eftersom de andra av hans signerade ristningar saknar dylika kors.
U 923 i Uppsala domkyrka, med korsade kors. 
U 1038 i Altomta, kunde ha varit signerat: ...rn hia.
U 1037 - efter bakvända s-runan i kombination med verbet hakua (hugga) i resarformeln.